# 32e bataillon de tirailleurs sénégalais
Le 32e Bataillon de Tirailleurs Sénégalais (ou 32e BTS) est un bataillon français des troupes coloniales.

## Création et différentes dénominations
- Formation du 32e Bataillon de Tirailleurs Sénégalais

## Historique des garnisons, combats et batailles du32eBTS
- 04/07/1916: Le bataillon envoie 179 hommes au 82e BTS pour sa formation

## Personnalités ayant servi au sein du bataillon
- Joseph Tardieu (1889-1941), résistant français, Compagnon de la Libération.

### Sources et bibliographie
Mémoire des Hommes